# Joseph Minish
Joseph George Minish (ur. 1 września 1916 w Throop, Pensylwania, zm. 24 listopada 2007) – amerykański polityk, działacz związkowy, członek Izby Reprezentantów z ramienia Partii Demokratycznej.
W 1935 ukończył Dunmore High School, w latach 1945–1946 służył w armii amerykańskiej. Działał w związkach zawodowych, m.in. w centrali AFL-CIO. W 1962 został wybrany w stanie New Jersey do Izby Reprezentantów USA i zasiadał w niej przez jedenaście dwuletnich kadencji od stycznia 1963 do stycznia 1985. W 1984 przegrał walkę o kolejną reelekcję.